# 北國英雄
《北國英雄》，原名《雪之女王》，是一部由北京金色池塘傳媒股份有限公司出品的，近代革命題材的，抗日戰爭劇。該劇由楊陽執導，王裕仁擔任總製片，郭品超、熱依扎、喬任梁、安志傑、尹鑄勝、鄒兆龍、孫祖君、文淇、元華、王妍蘇等參與演出。拍攝地點選址為浙江橫店、瀋陽與北京。
該劇於2018年5月30日在江蘇綜藝頻道播出，同年12月5日登陸上海新聞綜合頻道，2018年12月28日於四川影視文藝頻道上映。

## 角色

### 主角
| 演員   | 角色   | 介 紹 |
| 郭品超 | 顧照龍 | 男主角 曾經的愛國將士、隱藏在敵人心臟的內奸英雄，在國難當頭，為了完成使命，他深入敵人心臟，背負叛國罵名，傳遞情報                                                                                           |
| 熱依扎 | 顧雪螢 | 女主角 英姿颯爽的美女，她做事果斷，從不拖泥帶水；冰雪聰明。原本是一個活潑好動，單純善良，不諳世事的花季少女，但身負國仇家恨的她逐漸長大，內鋤奸賊，外禦敵寇，在愛恨情仇中艱難抉擇，最終成為名震滿蒙的雪女王 |
| 喬任梁 | 沈雷志 | 男二號 趙太一的大弟子；對顧雪螢有好感 |

### 其他角色
| 演員   | 角色   | 介 紹 |  |
| 鄒兆龍 | 顧鐵錚 | 顧照龍的父親 |  |
| 安志傑 | 韓鎮東 | 曾為土匪一家的後代，後來投靠滿洲國軍隊 其家人被顧鐵錚殺死，而成為顧家的死對頭。後為日軍帶路，差一點滅了顧家，只留下顧照龍、顧雪螢、顧鐵錚，以及曾經送給沈家的第三個兒子（白五）。 |  |
| 汪東城 | 顧照蟠 | 顾家的青年志士。 |  |
| 元華   | 趙太一 | 道觀住持、綠林領袖、千山義勇軍的組織者 |  |
| 杜雨宸 | 梅溪寒 | 趙太一的弟子；癡情於沈雷志 |  |
| 王妍蘇 | 雷老爷 | |  |
| 孫祖君 | 鷲巢純 | 日本關東軍將軍鳩巢鐵夫的兒子 生性純良、熱愛和平，對顧雪螢存有情感 |  |
| 王文杰 | 白五   | 本来是小偷，后来追随顾雪萤，多年的江湖经验，他练就了一手好“偷盗”本领，性格机灵，崇拜顾雪萤，誓死追随，不惜舍命。                                                                  |  |

## 劇情
該劇講述了：九一八事變爆發，戍邊家族顧家抵抗日軍，慘遭滅門。顧家養女顧雪螢倖免於難，前往齊齊哈爾尋找未婚夫顧照龍。顧照龍臥底成為偽滿軍官，顧雪螢以為他已經叛國，為維護家規，決心殺死顧照龍。顧雪螢前往千山投奔抗日義勇軍，並參加義勇軍三打哈爾濱之役。後義勇軍在共產黨領導下改組為東北抗聯，真正發揮出了戰鬥力。顧雪螢發現顧家的忠義信條，與共產黨的紀律不謀而合。她在戰場上數度與顧照龍相遇，卻始終沒能手刃對方。在一次次戰鬥中，顧雪螢與參謀沈雷志漸漸相愛。沈雷志被逮捕到新京，顧雪螢潛入營救，發現對手又是顧照龍。抗日戰爭接近尾聲，已經得知真相的顧雪螢被編入教導旅，與顧照龍一起打下了東寧要塞，顧照龍卻壯烈犧牲。

## 評論
郭品超說道：「這個角色讓我了解不一樣的自己，受益匪淺。」
孫祖君在採訪中提到：「在劇中的情感十分複雜，希望觀眾看劇時可以試著感受下鷲巢純的內心世界。」他亦提到：「天氣確實特別寒冷，大家在劇中看到的雪天都是實景拍攝。」
杜雨宸表示：「Kimi（喬任梁）非常有敬業精神，經常為一個小細節和導演推敲半天，還經常拉著我在等開拍的時候對戲，生怕哪個動作或者表情沒處理好，和他合作讓我也學到很多。」同時還說道：「這部劇可以說是抗戰劇的巾幗篇，讓大家從另一層面上看到戰爭的殘酷和中華兒女不屈的氣節，很有時代意義。」
對於汪東城的早早下線，網友們表示「心疼不捨」。

## 軼事
此劇為喬任梁之遺作。。